# Marcel Cohen
Marcel Cohen (ur. 6 lutego 1884 w Paryżu, zm. 5 listopada 1974 w Viroflay) – językoznawca francuski, profesor w paryskiej École des Langues Orientales. W kręgu jego zainteresowań były takie zagadnienia jak: socjolingwistyka, historia języka francuskiego, rozwój pism świata. Zasłynął jednak głównie studiami nad językami semickimi, w szczególności gyyzem i amharskim. Autor monumentalnej gramatyki języka amharskiego (patrz bibliografia). Jego nigdy nieopublikowana obszerna gramatyka języka gyyz znajduje się w zbiorach Instytutu Orientalistycznego Uniwersytetu Warszawskiego.
10 czerwca 1960 odebrał doctorat honoris causa Uniwersytetu Warszawskiego.

## Ważniejsze dzieła
- 1924 Système verbal sémitique et l'expression du temps
- 1931 Études d'éthiopien méridional
- 1936 Traité de langue amharique (Abyssinie)
- 1947 Essai comparatif sur le vocabulaire et la phonétique du chamito-sémitique
- 1956 Pour une sociologie du langage
- 1958 Grande invention de l'écriture et son évolution